# كريستوفر باكن
كريستوفر باكن هو شاعر روماني، ولد في 1967.